# ۷۳۹ (پیش از میلاد)
۷۳۹ (پیش از میلاد) ۷۳۹مین سال قبل از تقویم میلادی است.